# Thabo Matlaba
Thabo Matlaba, né le 13 décembre 1987 à Tembisa, est un footballeur international sud-africain. Il évolue au poste de milieu ou d'arrière gauche avec les Golden Arrows.

## Palmarès

### En club
| Orlando Pirates - Championnat d'Afrique du Sud (1) - Champion en 2012 |